# Бескудуцький сільський округ
Бескуду́цький сільський округ (каз. Бесқұдық ауылдық округі, рос. Бескудукский сельский округ) — адміністративна одиниця у складі Єсільського району Північноказахстанської області Казахстану. Адміністративний центр — село Бескудук.
Населення — 567 осіб (2021; 1278 у 2009, 1890 у 1999, 2354 у 1989).
Станом на 1989 рік існувала Бескудуцька сільська рада (села Алабіє, Бескудук, Тамамбай, Черуновка) колишнього Московського району. Село Тамамбай ліквідовано 2024 року.

## Склад
До складу округу входять такі населені пункти:
| Населений пункт | Старі назви | Населення, осіб (1989) | Населення, осіб (1999) | Населення, осіб (2009) | Населення, осіб (2021) |
| --------------- | ----------- | ---------------------- | ---------------------- | ---------------------- | ---------------------- |
| Алабіє, село    | -           | 485                    | 386                    | 297                    | 103                    |
| Бескудук, село  | -           | 956                    | 716                    | 500                    | 273                    |
| Тамамбай, село  | -           | 268                    | 229                    | 68                     | 16                     |
| Черуновка, село | -           | 645                    | 559                    | 413                    | 175                    |